# Mniadelphus monofarius
Mniadelphus monofarius là một loài Rêu trong họ Hookeriaceae. Loài này được (Geh. & Hampe) Kindb. mô tả khoa học đầu tiên năm 1891.